# Wardenut
Wardenut – wieś w Armenii, w prowincji Aragacotn. W 2011 roku liczyła 895 mieszkańców.